# Siro García del Mazo
Siro García del Mazo (Madrid, 1850 - Sevilla, 1911) fue un traductor, funcionario y periodista español.

## Biografía
Nacido en Madrid en 1850, García del Mazo se vio obligado por circunstancias familiares a mudarse a Soria siendo muy joven. Terminó su educación secundaria en Soria en 1865. Luego regresó a Madrid para seguir una licenciatura en Derecho; sin embargo, no se graduó en 1871, después de un período de seis años.
Dentro de los círculos profesionales y literarios españoles de la época, hay numerosas referencias que constatan su extensa y prolífica carrera como traductor de varios idiomas: inglés, francés, alemán e italiano.
Jefe de los trabajos estadísticos de la provincia de Sevilla, fue redactor en Madrid del diario La Discusión y de la Revista de los Tribunales. García del Mazo también se dedicó a la traducción, de autores como Herbert Spencer, Montesquieu, John Stuart Mill y Émile Zola. Se contó entre los colaboradores de la revista sevillana El Folk-Lore Andaluz.
En esos años, García del Mazo forjó una estrecha y sólida relación con Antonio Machado y Álvarez, y al morir este último, Luis Montoto, otro figura clave del distinguido grupo de intelectuales, mencionó que García del Mazo era uno de los amigos más cercanos de Antonio. Asimismo, mantuvo una fructífera relación con el Ateneo de Sevilla.
Finalmente, García del Mazo logró graduarse en Derecho en 1893, un logro adicional si se tiene en cuenta que tras su anterior ingreso como estudiante, en 1865, había dividido su tiempo entre sus funciones profesionales funcionario, estudioso de la cultura y traductor. A finales del siglo XIX había obtenido varios ascensos y, en su papel como jefe de la Autoridad Estadística, se vio obligado a volver a Madrid. No obstante, por problemas de salud se trasladó de nuevo a Sevilla, donde finalmente murió en 1911.